# Рів'єра (округ)
Рів'єра (італ. Distretto di Riviera) — округ у Швейцарії в кантоні Тічино.
Адміністративний центр — Рів'єра.

## Громади
У таблиці наведено список громад округу станом на 2022 рік, населення та площа станом на 2019 рік.

| Українська назва | Оригінальна назва | Код BFS | Населення | Площа |
| ---------------- | ----------------- | ------- | --------- | ----- |
| Б'яска           | Biasca            | 5281    | 6092      | 59,0  |
| Рів'єра          | Riviera           | 5287    | 4209      | 86,6  |